# Liste des chapitres de Yu-Gi-Oh!
Cet article est un complément de l’article sur le manga Yu-Gi-Oh!. Il contient la liste des volumes du manga parus en presse, avec les chapitres qu'ils contiennent. Le manga a été créé en 1996.

## Volume reliés

### Tomes 1 à 10
| no | Japonais         | Japonais      | Français         | Français      |
| no | Date de sortie   | ISBN          | Date de sortie   | ISBN          |
| --- | ---------------- | ------------- | ---------------- | ------------- |
| 1 | 4 mars 1997      | 4-08-872311-2 | 16 janvier 1999  | 2-87129-223-X |
| Titre du volume : Le Puzzle des DieuxListe des chapitres : - Battle 1 : Le Puzzle des Dieux (神のパズル, Kami no Pazuru) - Yûgi vs. Ushio - Battle 2 : L'œil du mensonge (偽りの目, Itsuwari no Me) - Yûgi vs. le directeur de ZTV - Battle 3 : Hard Beat !! (ハードビート！！, Hādo Bīto!!) - Yûgi vs. Sozoji - Battle 4 : Le fugitif (脱獄囚, Datsugoku Shū) - Yûgi vs. Prisonnier 777 - Battle 5 : L'étrange prophétie (妙な予言者, Myōna Yogensha) - Yûgi vs. Kokurano - Battle 6 : Un combat difficile (熱い死闘, Atsui Shitō) - Yûgi vs. Inogashira Goroh - Battle 7 : Le véritable visage (真実の顔, Shinjitsu no Kao) - Yûgi vs. Pr. Tyono |                  |               |                  |               |
| 2 | 1er mai 1997     | 4-08-872312-0 | 6 février 1999   | 2-87129-224-8 |
| Titre du volume : La Carte aux Longs CrocsListe des chapitres : - Battle 8 : L'homme au poison (毒の男, Doku no Otoko) - Yûgi vs. le propriétaire d'un magasin de chaussures - Battle 9 : La carte aux longs crocs (1) (牙を持つカード<前編>, Kiba wo Motsu Kādo (Zenpen)) - Yûgi vs. Kaiba - Battle 10 : La carte aux longs crocs (2) (牙を持つカード<後編>, Kiba wo Motsu Kādo (Kōhen)) - Yûgi vs. Kaiba - Battle 11 : Les tarés (1) (キレた奴ら<前編>, Kireta Yatsura (Zenpen)) - Jôno-Uchi vs. Hirutani et sa bande - Battle 12 : Les tarés (2) (キレた奴ら<後編>, Kireta Yatsura (Kōhen)) - Yûgi et Jôno-Uchi vs. Hirutani et sa bande - Battle 13 : L'homme qui venait d'Égypte (1) (エジプトから来た神<前編>, Ejiputo kara Kita Otoko (Zenpen)) - Shahdi vs. Kanekura - Battle 14 : L'homme qui venait d'Égypte (2) (エジプトから来た神<後編>, Ejiputo kara Kita Otoko (Kōhen)) - Yûgi vs. Shahdi - Battle 15 : L'autre coupable (もう一人の罪人, Mō Hitori no Zainin) - Yûgi vs. Shahdi |                  |               |                  |               |
| 3 | 4 juillet 1997   | 4-08-872313-9 | 10 avril 1999    | 2-87129-225-6 |
| Titre du volume : Capsule Monster ChessListe des chapitres : - Battle 16 : Le défi de Shahdi (シャーディーの挑発, Shādī no Chōhatsu) - Yûgi vs. Shahdi / Jôno-Uchi vs. Professeur Yoshimori - Battle 17 : Game Start !! (ゲーム開始！！, Gēmu Kaishi!!) - Yûgi vs. Shahdi / Jôno-Uchi vs. Professeur Yoshimori - Battle 18 : La deuxième épreuve (第２の試練, Dai Ni no Shiren) - Yûgi vs. Shahdi / Jôno-Uchi vs. Professeur Yoshimori - Battle 19 : Final Game (最終試練, Saishū Shiren) - Yûgi vs. Shahdi / Jôno-Uchi vs. Professeur Yoshimori - Battle 20 : Le dénouement (決着, Ketchaku) - Yûgi vs. Shahdi / Jôno-Uchi vs. Professeur Yoshimori - Battle 21 : La bataille des tamagotchis ! (デジタルペット対決, Dejitaru Petto Taiketsu) - U2 vs. l'animal de Kujirada - Battle 22 : American Hero (part 1) (アメリカン・ヒーロー<前編>, Amerikan Hīrō (Zenpen)) - Hanasaki vs. les voyous - Battle 23 : American Hero (part 2) (アメリカン・ヒーロー<後編>, Amerikan Hīrō (Kōhen)) - Yûgi vs. les voyous - Battle 24 : Capsule Monster Chess (カプセル・モンスター・チェス！, Kapuseru Monsutā Chesu!) - Yûgi vs. Mokuba Kaiba |                  |               |                  |               |
| 4 | 4 septembre 1997 | 4-08-872314-7 | 12 juin 1999     | 2-87129-226-4 |
| Titre du volume : Project StartListe des chapitres : - Battle 25 : La terreur du "One Inch" (１インチの恐怖, Ichi-Inchi no kyōfu) - Jôno-Uchi vs. un fan de Bruce Lee - Battle 26 : La fatale roulette russe (死のロシアン・ルーレット, Shi no Roshian Rūretto) - Yûgi et Jôno-Uchi vs. Mokuba Kaiba - Battle 27 : Project Start!! (計画始動！！, Keikaku Shidō!!) - Sugoroku Mutô vs. Kaiba - Battle 28 : Le premier champ de bataille (第一の戦場, Dai Ichi no Senjō) - Battle 29 : Shooting Stardust (シューティング・スターダスト, Shūtingu Sutādasuto) - Yûgi, Jôno-Uchi et Honda vs. Jonnhy Gail, Bob Mc Gaya et ??? - Battle 30 : Surtout ne pas crier (声を出すな！！, Koe wo Dasuna!!) - Yûgi, Jôno-Uchi, Anzu, et Honda vs. l'intendant du manoir Kaiba - Battle 31 : Le manoir du tueur (殺人の館, Satsujin no Yakata) - Battle 32 : Le "Death Match, la Malédiction de la Chaîne" !! (チェンソーデスマッチ！！, Chensō Desumatchi!!) - Jôno-Uchi vs. Chopman - Battle 33 : Une peur carrée (正方形の恐怖！！！, Seihōkei no Kyōfu!!!) |                  |               |                  |               |
| 5 | 4 novembre 1997  | 4-08-872315-5 | 4 septembre 1999 | 2-87129-227-2 |
| Titre du volume : La Terreur du Blue Eyes!!Liste des chapitres : - Battle 34 : La deuxième arène de combat !! (第２の闘技場!!!, Dai Ni no Tōgi-ba!!!) - Yûgi vs. Mokuba - Battle 35 : Une lutte mortelle sur l'échiquier ! (盤上の死闘, Banjō no Shitō) - Yûgi vs. Mokuba - Battle 36 : Un dernier combat impitoyable (無常のラストバトル, Mujō no Rasuto Batoru) - Yûgi vs. Kaiba - Battle 37 : Battle !! Battle !! (死闘！！, Shitō!!) - Yûgi vs. Kaiba - Battle 38 : La Terreur du Blue Eyes!! (青眼の恐怖！！, Seigan no Kyōfu!!) - Yûgi vs. Kaiba - Battle 39 : L'issue du combat...! (死闘の果て！！, Shitō no Hate!!) - Yûgi vs. Kaiba - Battle 40 : Un pan de son âme (心の１片, Kokoro no Ichi-pen) - Battle 41 : À la recherche de l'amour !! (“恋”を見つけよう！！, "Koi" wo Mitsukeyō!!) - Yûgi vs. Pr Tsuruoka - Battle 42 : À moi le million de yens ! (１００万円をゲットせよ！！, Hyaku-man Yen wo Getto Seyo!!) - Yûgi vs. le producteur de ZTV |                  |               |                  |               |
| 6 | 9 janvier 1998   | 4-08-872505-0 | 20 novembre 1999 | 2-87129-228-0 |
| Titre du volume : Monster Fight !!Liste des chapitres : - Battle 43 : Monster Fight !! (1) (モンスターファイト！！ <前編>, Monsutā Faito!! (Zenpen)) - Yûgi vs. Jôno-Uchi / Yûgi vs. Nagumo Kôji - Battle 44 : Monster Fight !! (2) (モンスターファイト！！ <後編>, Monsutā Faito!! (Kōhen)) - Yûgi vs. Nagumo Kôji - Battle 45 : Psychose sur le 13 !! (１３の恐怖！！, Jūsan no Kyōfu!!) - Yûgi vs. Le Maniaque des Cartes - Battle 46 : La carte diabolique du dragon (1) (魔の龍札<前編>, Ma no Ryūsatsu (Zenpen)) - Yûgi vs. Imori - Battle 47 : La carte diabolique du dragon (2) (魔の龍札<後編>, Ma no Ryūsatsu (Kōhen)) - Yûgi vs. Imori - Battle 48 : Jôno-Uchi !! Le combat de l'âme !! (1) (城之内！！ 魂のバトル！！ <前編>, Jōnouchi!! Tamashī no Batoru!! (Zenpen)) - Yûgi et Jôno-Uchi vs. Hirutani et sa bande - Battle 49 : Jôno-Uchi !! Le combat de l'âme !! (2) (城之内！！ 魂のバトル！！ <後編>, Jōnouchi!! Tamashī no batoru!! (Kōhen)) - Jôno-Uchi vs. la bande d'Hirutani / Yûgi vs. la bande d'Hirutani / Jôno-Uchi vs. Hirutani - Battle 50 : Un ennemi pour mille ans (1) : le mystérieux lycéen (千年の敵１ -謎の転校生-, Sennen no Teki Ichi: Nazo no Tenkōsei) - Bakura Ryô vs. Karita / Bakura Ryô vs. L'Anneau Millénaire - Battle 51 : Un ennemi pour mille ans (2) : Monster World (千年の敵２ -モンスター・ワールド-, Sennen no Teki Ni: Monsutā Wārudo) - Bakura Ryô vs. Yûgi, Jôno-Uchi, Anzu et Honda |                  |               |                  |               |
| 7 | 4 mars 1998      | 4-08-872530-1 | 15 janvier 2000  | 2-87129-251-5 |
| Titre du volume : Un Ennemi Pour Mille AnsListe des chapitres : - Battle 52 : Un ennemi pour mille ans (3) : Monster World (suite) (千年の敵３ -モンスター・ワールド-, Sennen no Teki San: Monsutā Wārudo) - Bakura Ryô et Zork vs. Yûgi, Jôno-Uchi, Anzu et Honda - Battle 53 : Un ennemi pour mille ans (4) : dans Le rôle de la figurine (千年の敵４ -役割の人形-, Sennen no Teki Shi: Yakuwari no Ningyō) - Bakura Ryô et Zork vs. Yûgi, Jôno-Uchi, Anzu et Honda - Battle 54 : Un ennemi pour mille ans (5) : il faut stopper la série des criticals ! (千年の敵５ -連続クリティカルを阻止せよ!-, Chitose no Teki Go: Renzoku Kuritikaru wo Soshi Seyo!) - Bakura Ryô et Zork vs. Yûgi, Jôno-Uchi, Anzu et Honda - Battle 55 : Un ennemi pour mille ans (6) : le piège du château de Zork (千年の敵６ -ゾーク城の罠-, Sennen no Teki Roku: Zōku-jō no Wana) - Bakura Ryô et Zork vs. Yûgi, Jôno-Uchi, Anzu et Honda - Battle 56 : Un ennemi pour mille ans (7) : moi aussi, je vais me battre ! (千年の敵７ -僕も闘う!-, Sennen no teki Nana: Boku mo Tatakau!) - Bakura Ryô et Zork vs. Yûgi, Jôno-Uchi, Anzu et Honda / Bakura Ryô vs. le vrai Bakura - Battle 57 : Un ennemi pour mille ans (8) : Battle ! Battle ! (千年の敵８ -バトル! バトル!!-, Sennen no Teki Hachi: Batoru! Batoru!!) - Bakura Ryô et Zork vs. Yûgi, Jôno-Uchi, Anzu, Honda et Bakura - Battle 58 : Un ennemi pour mille ans (9) : le mage blanc Bakura (千年の敵９ -白魔導士バクラ-, Sennen no Teki Kyū: Shiro Madōshi Bakura) - Bakura Ryô et Last Zork vs. Yûgi, Jôno-Uchi, Anzu, Honda et Bakura - Battle 59 : Un ennemi pour mille ans (10) : le miraculeux lancer de dés (千年の敵１０ -奇跡のダイス・ロール-, Chitose no Teki Jū: Kiseki no Daisu Rōru) - Bakura Ryô et Last Zork vs. Yûgi, Jôno-Uchi, Anzu, Honda et Bakura - Battle 60 : Le défi !!! (挑戦！！！, Chōsen!!!) - Anzu vs. Jôno-Uchi / Insector Haga vs. Dynausor Ryûzaki / Pégasus Jr. Crawford vs. Yûgi |                  |               |                  |               |
| 8 | 1er mai 1998     | 4-08-872567-0 | 12 février 2000  | 2-87129-252-3 |
| Titre du volume : Les Jeux sont Ouverts !!Liste des chapitres : - Battle 61 : Ne tire pas cette carte !! (そのカードを引くな！！, Sono Kādo wo Hiku na!!) - Yûgi vs. Pégasus Jr. Crawford - Battle 62 : Le décompte (カウントダウン！！, Kauntodaun!!) - Yûgi vs. Pégasus Jr. Crawford - Battle 63 : Je ne dois pas perdre !! (負けられない！！, Makerarenai!!) - Yûgi vs. Jôno-Uchi (non montré) - Battle 64 : La fatalité en mer ! (洋上の因縁！！, Yōjō no Innen!!) - Mai vs. Dynausor Ryûzaki (non montré) - Battle 65 : C'est parti pour le duel !! (決闘開始！！, Kettō Kaishi!!) - Yûgi vs. Insector Haga - Battle 66 : Le piège !! (罠！！, Wana!!) - Yûgi vs. Insector Haga - Battle 67 : Totalement abouti ! (究極完全態！！, Kyūkyoku Kanzentai!!) - Yûgi vs. Insector Haga - Battle 68 : Un choc électrique démoniaque !! (魔の電撃, Ma no Dengeki) - Yûgi vs. Insector Haga - Battle 69 : Une sirène diabolique !! (魔性の女, Mashō no Onna) - Jôno-Uchi vs. Mai |                  |               |                  |               |
| 9 | 4 août 1998      | 4-08-872591-3 | 1er avril 2000   | 2-87129-253-1 |
| Titre du volume : Le Légendaire Dragon !!Liste des chapitres : - Battle 70 : Ce qui ne change pas (変わらぬもの, Kawaranu Mono) - Jôno-Uchi vs. Mai - Battle 71 : La terreur de la mer (海の恐怖, Umi no Kyōfu) - Yûgi vs. Kajiki Ryota - Battle 72 : La mer se déchaîne !! (海が襲う, Umi ga Osou) - Yûgi vs. Kajiki Ryota - Battle 73 : Le voleur ?! (盗賊！！？, Tōzoku!!?) - Yûgi vs. Mokuba (duel non terminé) - Battle 74 : Le messager de l'enfer (地獄よりの使者？, Jigoku Yori no Shisha?) - Yûgi vs. Le Ventriloque - Battle 75 : La carte qui monstre ses crocs ! (牙をむくカード, Kiba o Muku Kādo) - Yûgi vs. Le Ventriloque - Battle 76 : Le Légendaire Dragon !! (伝説の竜, Densetsu no Ryū) - Yûgi vs. Le Ventriloque - Battle 77 : Je gagnerai comme ça !! (この手で勝つ！！, Kono-te de Katsu!!) - Jôno-Uchi vs. Dynausor Ryuzaki - Battle 78 : Pas question de perdre !! (負けるかっ！！ Makeru Katsu) - Jôno-Uchi vs. Dynausor Ryuzaki |                  |               |                  |               |
| 10 | 2 octobre 1998   | 4-08-872616-2 | 17 juin 2000     | 2-87129-254-X |
| Titre du volume : Tempête sur le Royaume !!Liste des chapitres : - Battle 79 : Arrête le temps !! (時を刻め！！, Toki wo Kizame!!) - Jôno-Uchi vs. Dynausor Ryûzaki - Battle 80 : Celui qui vient avec la nuit (夜とともに来た男, Yoru to Tomo ni Kita Otoko) - Mai vs. le tueur des ténèbres (non montré) - Battle 81 : La Carte invisible !! (見えないカード！！, Mienai Kādo!!) - Yûgi vs. le tueur des ténèbres - Battle 82 : Foudroie les ténèbres !! (闇をぶっとばせ！！, Yami wo Buttobase!!) - Yûgi vs. le tueur des ténèbres - Battle 83 : La lumière attaque !! (光の追撃！！, Hikari no Tsuigeki!!) - Yûgi vs. le tueur des ténèbres - Battle 84 : Tempête sur le royaume !! (王国に嵐吹く！！, Ōkoku ni Arashi Fuku!!) - Battle 85 : Le prince des duellistes (決闘の貴公子, Kettō no Kikōshi) - Jôno-Uchi vs. Kaiba - Battle 86 : La puissance de la nouvelle arme !! (新武器の実力！！, Arata Buki no Jitsuryoku!!) - Jôno-Uchi vs. Kaiba - Battle 87 : L'effrayant Pégasus !! (ペガサスの恐怖！！, Pegasasu no Kyōfu!!) - Jôno-Uchi vs. Kaiba / Pégasus Jr. Crawford vs. Bandit Kierce / Tom vs. Bandit Kierce |                  |               |                  |               |

### Tomes 11 à 20
| no | Japonais         | Japonais      | Français          | Français      |
| no | Date de sortie   | ISBN          | Date de sortie    | ISBN          |
| --- | ---------------- | ------------- | ----------------- | ------------- |
| 11 | 8 janvier 1999   | 4-08-872661-8 | 16 septembre 2000 | 2-87129-255-8 |
| Titre du volume : Un duel sans finListe des chapitres : - Battle 88 : Les assaillants des ténèbres (暗闇の襲撃者, Kurayami no Shūgeki-sha) - Jôno-Uchi vs. Ghost Kotsuzuka - Battle 89 : Un duel sans fin (終わらない決闘, Owaranai Kettō) - Jôno-Uchi vs. Ghost Kotsuzuka - Battle 90 : L'appel du cimetière (墓場からの呼び声, Hakaba kara no Yobigoe) - Jôno-Uchi vs. Ghost Kotsuzuka - Battle 91 : La fin de l'immortalité ?! (滅びる不死！？, Horobiru Fushi!?) - Yûgi et Jôno-Uchi vs. les frères MeïKyû - Battle 92 : Le labyrinthe infernal !! (襲いくる迷宮！！, Osoikuru Meikyū!!) - Yûgi et Jôno-Uchi vs. les frères MeïKyû - Battle 93 : Le labyrinthe de tous les dangers !! (死闘！！迷宮の未知の罠！！, Shitō!! Meikyū no Michi no Wana!!) - Yûgi et Jôno-Uchi vs. les frères MeïKyû - Battle 94 : La magie du labyrinthe !! (迷宮の魔術！！, Meikyū no Majutsu!!) - Yûgi et Jôno-Uchi vs. les frères MeïKyû - Battle 95 : Le donjon de la peur (恐怖の洞窟, Kyōfu no Dōkutsu) - Yûgi et Jôno-Uchi vs. les frères MeïKyû - Battle 96 : Le terrifiant démon !! (魔神の恐怖！！, Majin no Kyōfu!!) - Yûgi et Jôno-Uchi vs. les frères MeïKyû                                                                                                |                  |               |                   |               |
| 12 | 4 mars 1999      | 4-08-872687-1 | 18 novembre 2000  | 2-87129-256-6 |
| Titre du volume : Un combat impitoyableListe des chapitres : - Battle 97 : La dernière carte (最後のカード！！, Saigo no Kādo!!) - Yûgi et Jôno-Uchi vs. les frères MeïKyû - Battle 98 : Laquelle choisir ?! (どっちだ！！, Dotchida!!) - Yûgi et Jôno-Uchi vs. les frères MeïKyû - Battle 99 : La dernière pièce (最後のかけら, Saigo no Kakera) - Battle 100 : Duel Disk, le combat décisif !! (決戦！！決闘盤！！, Kessen!! Kettō Ban!!) - Yûgi vs. Kaiba - Battle 101 : Des hauts et des bas !! (一進一退！！, Isshin Ittai!!) - Yûgi vs. Kaiba - Battle 102 : Une partie serrée !! (つばぜり合い！！, Tsuba Zeriai!!) - Yûgi vs. Kaiba - Battle 103 : Tiens bon !! (持ちこたえろ！！, Mochi Kotaero!!) - Yûgi vs. Kaiba - Battle 104 : Le véritable danger !! (真の危機！！, Shin no Kiki!!) - Yûgi vs. Kaiba - Battle 105 : Un combat impitoyable (苛酷な決闘, Kakokuna Kettō) - Yûgi vs. Kaiba |                  |               |                   |               |
| 13 | 30 avril 1999    | 4-08-872715-0 | 13 janvier 2001   | 2-87129-331-7 |
| Titre du volume : La terreur du roi !!Liste des chapitres : - Battle 106 : Le courage de l'autre (もう一人の勇気, Mō Hitori no Yūki) - Battle 107 : Au château !! (城へ！！, Shiro e!!) - Battle 108 : Le début de l'épouvante !! (恐怖開始！！, Kyōfu Kaishi!!) - Kaiba vs. Pegasus - Battle 109 : La terreur du roi !! (王者の恐怖！！, Ōja no Kyōfu!!) - Kaiba vs. Pegasus - Battle 110 : Les toons attaquent !! (トゥーンが襲う！！, Toūn ga Osou!!) - Kaiba vs. Pegasus - Battle 111 : Une décision sans faille !! (揺るがぬ決意！！, Yuruganu Ketsui!!) - Kaiba vs. Pegasus - Battle 112 : La veille de la finale (決戦前夜, Kessen Zenya) - Battle 113 : La tourmente de la nuit !! (夜 渦まく！！, Yoru Uzumaku!!) - Battle 114 : Une danse éblouissante !! (幻惑の舞！！, Genwaku no Mai!!) - Yûgi vs. Mai |                  |               |                   |               |
| 14 | 2 juillet 1999   | 4-08-872733-9 | 3 mars 2001       | 2-87129-332-5 |
| Titre du volume : Un Pari pour la Victoire !!Liste des chapitres : - Battle 115 : Le piège derrière la beauté !! (美しき罠！！, Utsukushiki Wana!!) - Yûgi vs. Mai - Battle 116 : Trouve-toi toi-même !! (自分を見つけろ！！, Jibun wo Mitsukero!!) - Yûgi vs. Mai - Battle 117 : Une course contre le temps !! (ギリギリを駆けろ！！, Girigiri wo Kakero!!) - Yûgi vs. Mai - Battle 118 : Le légendaire chevalier (伝説の剣闘士, Densetsu no Kentōshi) - Yûgi vs. Mai - Battle 119 : Puisque nous sommes amis (仲間だから, Nakama Dakara) - Jôno-Uchi vs. Bandit Kierce - Battle 120 : Heavy Metal Raiders (鋼鉄の襲撃者, Kōtetsu no Shūgeki-sha) - Jôno-Uchi vs. Bandit Kierce - Battle 121 : Harcelé par les machines (迫りくる機械, Semarikuru Kikai) - Jôno-Uchi vs. Bandit Kierce - Battle 122 : Un pari pour la victoire !! (勝利への賭け！！, Shōri e no Kake!!) - Jôno-Uchi vs. Bandit Kierce - Battle 123 : Le dernier tour !! (最後のターン！！, Saigo no Tān!!) - Jôno-Uchi vs. Bandit Kierce |                  |               |                   |               |
| 15 | 4 octobre 1999   | 4-08-872772-X | 2 juin 2001       | 2-87129-333-3 |
| Titre du volume : Le Combat des Âmes !!Liste des chapitres : - Battle 124 : Le bon moment !! (その時！！, Sono Toki!!) - Jôno-Uchi vs. Bandit Kierce / Pégasus Jr. Crawford vs. Bandit Kierce / Yûgi vs. Pégasus Jr. Crawford - Battle 125 : Il anticipe tout ?! (読まれてる！？, Yoma Reteru!?) - Yûgi vs. Pégasus Jr. Crawford - Battle 126 : Impossible de contre-attaquer !! (反撃不能！！, Hangeki Funō!!) - Yûgi vs. Pégasus Jr. Crawford - Battle 127 : L'impossible défi !! (不可能への挑戦！！, Fukanō e no Chōsen!!) - Yûgi vs. Pégasus Jr. Crawford - Battle 128 : A l'assaut de Toon World !! (トゥーン・ワールド攻略！！, Toūn Wārudo Kōryaku!!) - Yûgi vs. Pégasus Jr. Crawford - Battle 129 : Le moment du sacrifice ! (死への生け贄！, Shi e no Ikenie!) - Yûgi vs. Pégasus Jr. Crawford - Battle 130 : Le combat des âmes !! (心の闘い！！, Kokoro no Tatakai!!) - Yûgi vs. Pégasus Jr. Crawford - Battle 131 : Une sale attaque !! (混沌の一撃！！, Konton no Ichigeki!!) - Yûgi vs. Pégasus Jr. Crawford - Battle 132 : L'œil millénaire de la tristesse (悲しみの千年眼, Kanashimi no Sennen Me) - Yûgi vs. Pégasus Jr. Crawford - Battle 133 : Une paix précieuse (大切なピース, Taisetsuna Pīsu) - Bakura vs. Pégasus Jr. Crawford |                  |               |                   |               |
| 16 | 22 décembre 1999 | 4-08-872807-6 | 8 septembre 2001  | 2-87129-334-1 |
| Titre du volume : D.D.D !!Liste des chapitres : - Battle 134 : Le nouveau jeu (新遊戯, Arata Yūgi) - Jôno-Uchi vs. Ryuji Otogi - Battle 135 : Le piège tendu (仕組まれた罠, Shikumimareta Wana) - Jôno-Uchi vs. Ryuji Otogi / Yûgi vs. Ryuji Otogi - Battle 136 : D.D.D !! (D・D・D！！, Dī. Dī. Dī.!!) - Yûgi vs. Ryuji Otogi - Battle 137 : Le chemin de la pénombre !! (暗闇の道！！, Kurayami no Michi!!) - Yûgi vs. Ryuji Otogi - Battle 138 : Donjon Crisis !! (ダンジョンクライシス！！, Danjon Kuraishisu!!) - Yûgi vs. Ryuji Otogi - Battle 139 : Rare vs. Rare !! (レアＶＳレア, Rea Bāsasu Rea!!) - Yûgi vs. Ryuji Otogi - Battle 140 : Le lien est brisé !! (壊れた絆！！, Kowareta Kizuna!!) - Yûgi vs. Ryuji Otogi - Battle 141 : Les forces qui se communiquent (呼び合う力, Yobiau Chikara) - Yûgi vs. Ryuji Otogi - Battle 142 : Résoudre l'énigme du puzzle !! (パズルを解け！！, Pazaru wo Hodoke!!) - Yûgi vs. Ryuji Otogi |                  |               |                   |               |
| 17 | 3 mars 2000      | 4-08-872835-1 | 1er décembre 2001 | 2-87129-335-X |
| Titre du volume : La Carte PerdueListe des chapitres : - Battle 143 : Une attaque au niveau zéro !! (攻撃力０の戦い！！, Kōgeki Ryoku Zero no Tatakai!!) - Yûgi vs. Ryuji Otogi - Battle 144 : Ce que devient la vengeance (復讐の行方, Fukushū no Yukue) - Jôno-Uchi vs. Mr. Crown - Battle 145 : Lié par une chaîne (鎖の絆, Kusari no Kizuna) - Battle 146 : La pierre de la mémoire (古の石版, Inishie no Sekiban) - Battle 147 : La carte perdue (失われしカード, Ushinawareshi Kādo) - Yûgi vs. Jôno-Uchi (non montré) - Battle 148 : Une carte démoniaque (鬼神のごときカード, Kijin no Gotoki Kādo) - Kaiba vs. l'ordinateur - Battle 149 : Son lieu d'origine (自分の場所, Jibun no Basho) - Anzu vs. Step Johny - Battle 150 : Le lieu de rassemblement (集いし者共, Tsudoishi Monodomo) - Battle 151 : Les chasseurs de rareté !! (レアハンター！！, Rea Hantā!!) - Jôno-Uchi vs. le chasseur de raretés |                  |               |                   |               |
| 18 | 28 avril 2000    | 4-08-872860-2 | 2 février 2002    | 2-87129-407-0 |
| Titre du volume : Un Combat Millénaire !!Liste des chapitres : - Battle 152 : En avant pour Battle City !! (ＢＣを駆かけろ！！, Bī Shī wo Kakero!!) - Jôno-Uchi vs. le chasseur de raretés - Battle 153 : Ne lui pardonne pas !! (奴を許すな！！, Yatsu wo Yurusu na!!) - Yûgi vs. le chasseur de raretés - Battle 154 : Le jeu de cartes s'écroule !! (崩れゆくデッキ！？, Kuzureyuku Dekki!?) - Yûgi vs. le chasseur de raretés - Battle 155 : Un combat millénaire !! (千年の闘い！！, Sennen no Tatakai!!) - Dinosaur Ryûzaki vs. Esper Roba (seule la fin est montrée) - Battle 156 : Éclate le pouvoir surnaturel !! (超能力を撃て！！, Chōnōryoku wo Ute!) - Jôno-Uchi vs. Esper Roba - Battle 157 : Le jeu truqué est éclate !! (サイコデッキ猛攻！！, Saiko Dekki Mōkō!!) - Jôno-Uchi vs. Esper Roba - Battle 158 : Un pari audacieux !! (勇気ある賭け！！, Yūkiaru Kake!!) - Jôno-Uchi vs. Esper Roba - Battle 159 : Regarde Dieu !! (神を見よ！！, Kami wo Miyo!!) - Kaiba vs. Nagumo Kôji (seule la fin est montrée) - Battle 160 : Marik passe à l'action !! (マリク動く！！, Mariku Ugoku!!) |                  |               |                   |               |
| 19 | 4 juillet 2000   | 4-08-872884-X | 1er juin 2002     | 2-87129-423-2 |
| Titre du volume : Une Bataille Magique !!Liste des chapitres : - Battle 161 : Un duel au-delà des limites !! (極限決闘！！, Kyokugen Kettō!!) - Yûgi vs. Pandora - Battle 162 : Une bataille magique !! (魔術戦！！, Majutsu Sen!!) - Yûgi vs. Pandora - Battle 163 : Le piège de la croix !! (十字の罠！！, Jūji no Wana!!) - Yûgi vs. Pandora - Battle 164 : L'âme ressuscitée !! (よみがえる魂！！, Yomigaeru Tamashī!!) - Yûgi vs. Pandora - Battle 165 : La mémoire de la pierre tombale (石版の記憶, Sekiban no Kioku) - Battle 166 : L'œil qui voit le futur (未来を見る眼, Mirai wo Miru Me) - Battle 167 : Possédé !! (とりつかれる！！, Toritsukareru!!) - Jôno-Uchi vs. Insector Haga - Battle 168 : Insecte ! Insecte ! (虫！！虫！！虫！！, Mushi!! Mushi!! Mushi!!) - Jôno-Uchi vs. Insector Haga - Battle 169 : Complètement cerné ! (包囲網！！, Hōi Mō!!) - Jôno-Uchi vs. Insector Haga |                  |               |                   |               |
| 20 | 4 septembre 2000 | 4-08-873008-9 | 19 octobre 2002   | 2-87129-436-4 |
| Titre du volume : Lorsqu'un dieu passe à l'attaque !!Liste des chapitres : - Battle 170 : Lorsqu'un dieu passe à l'attaque !! (迫りくる神！！, Shirikuru Kami!!) - Battle 171 : Une confrontation millénaire !! (千年の対決！！, Sennen no Taiketsu!!) - Jôno-Uchi vs. la marionnette/Marik - Battle 172 : L'invocation du cauchemar (悪夢召喚, Akumu Shōkan) - Yûgi vs. la marionnette/Marik - Battle 173 : Un combo du désespoir !! (絶望のコンボ！！, Zetsubō no Konbo!!) - Yûgi vs. la marionnette/Marik - Battle 174 : Le combo de dieu !! (神のコンボ！！, Kami no Konbo!!) - Yûgi vs. la marionnette/Marik - Battle 175 : Les capacités d'un duelliste (決闘者の可能性, Kettomono no Kanōsei) - Yûgi vs. la marionnette/Marik - Battle 176 : Le dieu déchu ? (神堕つ！？, Kami Tatsu?!) - Yûgi vs. la marionnette/Marik - Battle 177 : L'ennemi à abattre ? (その敵を撃て！！, Sono Teki wo Ute!!) - Yûgi et Kaiba vs. les chasseurs de raretés - Battle 178 : À chacun son duel !! (それぞれの決闘！！, Sorezore no Kettō!!) - Jôno-Uchi et Bakura Ryo vs. Kajiki Ryôta |                  |               |                   |               |

### Tomes 21 à 30
| no | Japonais         | Japonais      | Français          | Français      |
| no | Date de sortie   | ISBN          | Date de sortie    | ISBN          |
| --- | ---------------- | ------------- | ----------------- | ------------- |
| 21 | 2 novembre 2000  | 4-08-873035-6 | 7 décembre 2002   | 2-87129-449-6 |
| Titre du volume : Une Véritable Alliance !!Liste des chapitres : - Battle 179 : En avant ! (全力で行け！！, Zenryoku de Ike!!) - Jôno-Uchi vs. Kajiki Ryôta - Battle 180 : Le retour de la terreur des mers !! (海の恐怖再び！！, Umi no Kyōfu Futatabi!!) - Jôno-Uchi vs. Kajiki Ryôta - Battle 181 : L'offensive sur la mer !! (海攻略！！, Umi Kōryaku!!) - Jôno-Uchi vs. Kajiki Ryôta - Battle 182 : Parier sur le soldat ! (戦士に賭けよ！, Senshi ni Kakeyo!) - Jôno-Uchi vs. Kajiki Ryôta - Battle 183 : La raison du duel !! (決闘の理由, Kettō no Riyū) - Jôno-Uchi vs. Kajiki Ryôta - Battle 184 : Un lieu de duel fatal !! (死の決闘場！！, Shi no Kettō Ba!!) - Battle 185 : Dieu, ressuscite !! (神よ よみがえれ！！, Kami yo Yomigaere!!) - Yûgi et Kaiba vs. Le masque de la Lumière et Le masque des Ténèbres - Battle 186 : Le monstre de l'union !! (結束の怪物！！, Kessoku no Kaibutsu!!) - Yûgi et Kaiba vs. Le masque de la Lumière et Le masque des Ténèbres - Battle 187 : La véritable union !! (本当の結束！！, Hontō no Kessoku!!) - Yûgi et Kaiba vs. Le masque de la Lumière et Le masque des Ténèbres |                  |               |                   |               |
| 22 | 22 décembre 2000 | 4-08-873060-7 | 1er février 2003  | 2-87129-496-8 |
| Titre du volume : La décision de l'« autre »Liste des chapitres : - Battle 188 : L'union des forces !! (力 結合！！, Chikara Ketsugō!!) - Yûgi et Kaiba vs. Le masque de la Lumière et Le masque des Ténèbres - Battle 189 : L'invocation ultime !! (最強召喚！！, Saikyō Shōkan!!) - Yûgi et Kaiba vs. Le masque de la Lumière et Le masque des Ténèbres - Battle 190 : Le lieu de rendez-vous !! (約束の場所！！, Yakusoku no Basho!!) - Yûgi et Kaiba vs. Le masque de la Lumière et Le masque des Ténèbres - Battle 191 : Sur le lieu du destin (運命の場所, Unmei no basho) - Battle 192 : Un duel souhaité !! (望まざる対決！！, Nozomazaru Taiketsu!!) - Yûgi vs. Jôno-Uchi/Marik - Battle 193 : Un coup droit au cœur !! (心への砲撃！！, Kokoro e no Hōgeki!!) - Yûgi vs. Jôno-Uchi/Marik - Battle 194 : La carte de le fierté !! (誇りのカード, Hokori no Kādo) - Yûgi vs. Jôno-Uchi/Marik - Battle 195 : La décision de l'« autre » (もう１人の決意, Mō Ichi-ri no Ketsui) - Yûgi vs. Jôno-Uchi/Marik - Battle 196 : Une pièce d'une grande importance (一片の重み, Ippen no Omomi) - Yûgi vs. Jôno-Uchi/Marik           |                  |               |                   |               |
| 23 | 4 avril 2001     | 4-08-873099-2 | 5 avril 2003      | 2-87129-515-8 |
| Titre du volume : Plein feu sur l'amitié !!Liste des chapitres : - Battle 197 : La carte qui scelle le destin !! (生死の一枚！, Seishi no hitohira!) - Yûgi vs. Jôno-Uchi/Marik - Battle 198 : Plein feu sur l'amitié !! (友情に向けて撃て！！, Yūjō ni Mukete Ute!!) - Yûgi vs. Jôno-Uchi/Marik - Battle 199 : Notre trésor commun (ボク達の宝, Boku-tachi no Takara) - Yûgi vs. Jôno-Uchi/Marik - Battle 200 : Le courage d'ouvrir les yeux (見ることの勇気, Mirukoto no Yūki) - Yûgi vs. Jôno-Uchi/Marik - Battle 201 : Les combattants de la finale (決戦の闘士達！！, Kessen no Tōshi-tachi!!) - Bakura vs. Ghost Kotsuzuka (seule la fin est montrée) - Battle 202 : Les combattants dans l'arène (闘技場の者たち, Tōgi-ba no Mono-tachi) - Battle 203 : Le premier adversaire !! (１回目の敵！！, Ichi-Kai menokataki!!) - Battle 204 : Celui qui se cache !! (潜む者！！, Hisomu Mono!!) - Yûgi vs. Bakura - Battle 205 : Une âme emplie de rancune !! (怨念の魂！！, Onnen no Tamashī!!) - Yûgi vs. Bakura |                  |               |                   |               |
| 24 | 4 juin 2001      | 4-08-873123-9 | 7 juin 2003       | 2-87129-525-5 |
| Titre du volume : Un tour fatal !!Liste des chapitres : - Battle 206 : Un duelliste en acier trempé !! (折れない闘志！！, Orenai Tōshi!!) - Yûgi vs. Marik - Battle 207 : Un tour fatal !! (１ターンの死闘！！, Ichi Tān no Shitō!!) - Yûgi vs. Bakura - Battle 208 : Tirer la bonne carte !! (撃てるのか！？, Uteru no ka!?) - Yûgi vs. Bakura - Battle 208 : Pour ne pas rompre le lien !! (絆のために！！, Kizuna no Tame ni!!) - Yûgi vs. Bakura / Jôno-Uchi vs. Rishido - Battle 210 : Le piège du sanctuaire !! (神殿の罠！！, Shinden no Wana!!) - Jôno-Uchi vs. Rishido - Battle 211 : L'univers fatal du piège !! (死の罠世界！！, Shi no Wana Sekai!!) - Jôno-Uchi vs. Rishido - Battle 212 : Celui qui respecte le duel (決闘を継ぐ者, Kettō wo Tsugu Mono) - Jôno-Uchi vs. Rishido - Battle 213 : Une carte surprenante (意外なる一枚, Igai Naru Hitohira) - Jôno-Uchi vs. Rishido - Battle 214 : La vengeance d'une famille !! (復讐の一族！！, Fukushū no Ichizoku!!) - Jôno-Uchi vs. Rishido |                  |               |                   |               |
| 25 | 4 septembre 2001 | 4-08-873157-3 | 6 septembre 2003  | 2-87129-545-X |
| Titre du volume : Une duelliste inflexible !!Liste des chapitres : - Battle 215 : La preuve par la famille !! (一族の証！！, Ichizoku no Akashi!!) - Jôno-Uchi vs. Rishido - Battle 216 : La sentence du dieu !! (神の裁き！！, Kami no Sabaki!!) - Jôno-Uchi vs. Rishido - Battle 217 : Le réveil des ténèbres !! (闇の目覚め！！, Yami no Mezame!!) - Jôno-Uchi vs. Rishido - Battle 218 : Un seul duelliste (決闘者一人, Kettō-sha Hitori) - Marik vs. Mai - Battle 219 : Un jeu très noir !! (漆黒のゲーム！！, Shikkoku no Gēmu!!) - Marik vs. Mai - Battle 220 : Une duelliste inflexible !! (折れない決闘者, Orenai Kettō-sha) - Marik vs. Mai - Battle 221 : Faites descendre le dieu !! (神を降ろせ！！, Kami wo Orose!!) - Marik vs. Mai - Battle 222 : Le réveil du dieu !! (神の目覚め！！, Kami no Mezame!!) - Marik vs. Mai - Battle 223 : Les profondeurs des ténèbres !! (闇の深み！！, Yami no Fukami!!) - Marik vs. Mai |                  |               |                   |               |
| 26 | 2 novembre 2001  | 4-08-873182-4 | 1er novembre 2003 | 2-87129-558-1 |
| Titre du volume : Celui que le dieu a choisiListe des chapitres : - Battle 224 : Le commencement du futur !! (「未来」の始まり！！, "Mirai" no Hajimari!!) - Marik vs. Mai - Battle 225 : Le combat de Kaiba !! (海馬開戦！！, Kaiba Kaisen!!) - Kaiba vs. Isis - Battle 226 : Celui que le dieu a choisi (「神」が選びし者, "Kami" ga Erabi Shisha) - Kaiba vs. Isis - Battle 227 : Dans les profondeurs de la tombe (昏き墓穴, Kuraki Boketsu) - Kaiba vs. Isis - Battle 228 : Le dieu géant battu ?! (巨神壊滅！？, Kyoshin Kaimetsu!?) - Kaiba vs. Isis - Battle 229 : Un souvenir traumatisant !! (蒼い記憶！！, Aoi Kioku!!) - Kaiba vs. Isis - Battle 230 : Anéantir le futur (未来撃破, Mirai Gekiha) - Kaiba vs. Isis - Battle 231 : La noirceur du passé (過去の闇, Kako no Yami) - Battle 232 : Les tourments du clan Ishtar !! (一族の闇！！, Ichizoku no Yami!!) |                  |               |                   |               |
| 27 | 4 mars 2002      | 4-08-873231-6 | 7 février 2004    | 2-87129-607-3 |
| Titre du volume : Le jour se lève sur la finale !!Liste des chapitres : - Battle 233 : L'affrontement des ténèbres !! (闇の闘争！！, Yami no Tōsō!!) - Bakura vs. Marik (non duel de cartes dans ce chapitre) - Battle 234 : Les ténèbres VS les ténèbres !! (闇VS闇！！, Yami Tai Yami!!) - Bakura vs. Marik - Battle 235 : Les ténèbres s'effondrent !! (崩れゆく闇！！, Kuzure Yuku Yami!!) - Bakura vs. Marik - Battle 236 : Et voici le dieu de l'obscurité !! (暗黒の神生誕！！, Ankoku no Kami Seitan!!) - Bakura vs. Marik - Battle 237 : La veille d'un combat à mort !! (死闘前夜！！, Shitō Zenya!!) - Bakura vs. Marik - Battle 238 : Le jour se lève sur la finale !! (決戦の陽は昇る！！, Kessen no Hihanoboru!!) - Kaiba vs. Isis - Battle 239 : Le croisement des âmes !! (クロスする魂！！, Kurosu Suru Tamashī!!) - Battle 240 : En chasse !! À l'attaque !! (迫撃！！追撃！！, Hakugeki!! Tsuigeki!!) - Yûgi vs. Jôno-Uchi vs. Kaiba vs. Marik - Battle 241 : Observe bien ta cible !! (標的を見据えよ！！, Hyōteki wo Misueyo!!) - Yûgi vs. Jôno-Uchi vs. Kaiba vs. Marik                                       |                  |               |                   |               |
| 28 | 1er mai 2002     | 4-08-873257-X | 3 avril 2004      | 2-87129-619-7 |
| Titre du volume : Une lumière vers le futur !!Liste des chapitres : - Battle 242 : Les véritables duellistes (真の決闘者, Shin no Kettō-sha) - Yûgi vs. Jôno-Uchi vs. Kaiba vs. Marik - Battle 243 : Le dernier niveau !! (最終ステージへ！！, Saishū Sutēji e!!) - Jôno-Uchi vs. Marik - Battle 244 : La poésie de l'enfer (地獄の詩, Jigoku no Uta) - Jôno-Uchi vs. Marik - Battle 245 : La descente vers les ténèbres !! (死の闇に堕つ！？, Shi no Yami ni Datsu!?) - Jôno-Uchi vs. Marik - Battle 246 : La cage incandescente !! (灼熱の檻！！, Shakunetsu no Ori!!) - Jôno-Uchi vs. Marik - Battle 247 : L'éclair qui déjoue l'adversité !! (逆境を貫く稲妻！！, Gyakkyō wo Tsuranuku Inazuma!!) - Jôno-Uchi vs. Marik - Battle 248 : Le troisième pouvoir de dieu !! (神 第３の能力！！, Kami Dai San no Nōryoku!!) - Jôno-Uchi vs. Marik - Battle 249 : La parade de l'immortel oiseau !! (不死鳥 舞う！！, Fushichō Mau!!) - Jôno-Uchi vs. Marik - Battle 250 : Une lumière vers le futur !! (未来への光！！, Mirai e no Hikari!!)                                                                                          |                  |               |                   |               |
| 29 | 2 août 2002      | 4-08-873297-9 | 19 juin 2004      | 2-87129-630-8 |
| Titre du volume : Osiris VS Obélisque !!Liste des chapitres : - Battle 251 : Un cri de guerre qui perce le ciel !! (空を裂く鬨の声！！, Sora wo Saku Toki no Koe!!) - Battle 252 : Duel, l'arène aérienne !! (天空決闘闘戯場！！, Tenkū Kettō Togi-Ba!!) - Yûgi vs. Kaiba - Battle 253 : Dieu dans le creux de la main !! (神を手に！！, Kami wo te ni!!) - Yûgi vs. Kaiba - Battle 254 : Le plan secret pour invoquer dieu !! (神を呼ぶ秘策！！, Kami wo Yobu Hisaku!!) - Yûgi vs. Kaiba - Battle 255 : L'obélisque contre attaque !! (迎撃！！オベリスク！！, Geigeki!! Oberisuku!!) - Yûgi vs. Kaiba - Battle 256 : Dieu VS dieu !! (神VS神！！, Kami Tai Kami!!) - Yûgi vs. Kaiba - Battle 257 : La marque du destin !! (宿命の記憶！！, Shukumei no Kioku!!) - Yûgi vs. Kaiba - Battle 258 : Le serviteur qui surpasse dieu !! (神を超えたしもべ！！, Kami wo Koeta Shimo Be!!) - Yûgi vs. Kaiba - Battle 259 : Transparent comme du verre !! (ガラスのデッキ！！, Garasu no Dekki!!) - Yûgi vs. Kaiba |                  |               |                   |               |
| 30 | 4 octobre 2002   | 4-08-873330-4 | 28 août 2004      | 2-87129-640-5 |
| Titre du volume : L'immortel Râ !!Liste des chapitres : - Battle 260 : Une âme ardente !! (真紅き魂！！, Shinkuki Tamashī!!) - Yûgi vs. Kaiba - Battle 261 : Au-delà de la haine !! (憎しみの先へ！！, Nikushimi no Saki e!!) - Yûgi vs. Kaiba - Battle 262 : Ensemble !! (友として！！, Tomo to Shite!!) - Yûgi vs. Kaiba - Battle 263 : Le monstre qui nous sépare (勝敗を分かつ魔物, Shōhai wo Wakatsu Mamono) - Battle 264 : La carte rajoutée (たくされる一枚, Takusareru Hitohira) - Battle 265 : Une finale au sommet !! (頂上決戦！！, Chōjō Kessen!!) - Yûgi vs. Marik - Battle 266 : Un piège rapide !! (速攻に潜む罠！！, Sokkō ni Hisomu Wana!!) - Yûgi vs. Marik - Battle 267 : L'affrontement !! Osiris vs Râ !! (激突！！天空竜VS太陽神！！, Gekitotsu!! Tenkū Ryū Tai Taiyō Kami!!) - Yûgi vs. Marik - Battle 268 : L'immortel Râ !! (不死なる神！！, Fushinaru Kami!!) - Yûgi vs. Marik |                  |               |                   |               |

### Tomes 31 à 38
| no | Japonais        | Japonais      | Français         | Français      |
| no | Date de sortie  | ISBN          | Date de sortie   | ISBN          |
| --- | --------------- | ------------- | ---------------- | ------------- |
| 31 | 4 décembre 2002 | 4-08-873347-9 | 1er octobre 2004 | 2-87129-653-7 |
| Titre du volume : À chacun son voyage !!Liste des chapitres : - Battle 269 : La carte de la destinée !! (運命の一枚！！, Unmei no Hitohira!!) - Yûgi vs. Marik - Battle 270 : Le sanctuaire des démons !! (悪魔の聖域！！, Akuma no Seīki!!) - Yûgi vs. Marik - Battle 271 : Le mur de l'immortalité !! (不死なる壁！！, Fushi Naru Kabe!!) - Yûgi vs. Marik - Battle 272 : L'impossible conquête ?! (攻略不能！？, Kōryaku Funō!?) - Yûgi vs. Marik - Battle 273 : L'épée de Dieu, le Bouclier de Dieu !! (神の剣、神の盾！！, Kami no Ken, Kami no Tate) - Yûgi vs. Marik - Battle 274 : Une attaque-surprise des ténébres ! (闇からの奇襲！！, Yami Kara no Kishū!!) - Yûgi vs. Marik - Battle 275 : Le dernier point de vie !! (１ポイントの命！！, Ichi Pointo no Inochi!!) - Yûgi vs. Marik - Battle 276 : La lumière de la vie pour les ténébres !! (生なる闇に光を！！ Namanaru Yami ni Hikari wo!!) - Yûgi vs. Marik - Battle 277 : L'explosion de l'Alcatraz !! (人工島爆破！！ Jinkōshima Bakuha!!) - Kaiba vs. Alcatraz - Battle 278 : À chacun son voyage !! (それぞれの旅立ち！！ Sorezore no Tabidachi!!) - Kaiba vs. Alcatraz / Yûgi vs. Jôno-Uchi |                 |               |                  |               |
| 32 | 4 mars 2003     | 4-08-873390-8 | 16 décembre 2004 | 2-87129-663-4 |
| Titre du volume : Le trésor millénaire !!Liste des chapitres : - Battle 279 : Le trésor millénaire !! (千年の秘宝！！, Sennen no Hihō!!) - Sugoroku Mutô vs. le tombeau royal - Battle 280 : Une nuit ombrageuse ! (胸騒ぎの夜！, Munasawagi no Yoru!) - Battle 281 : La vérité sur les objets millénaires !! (超古代遺物の真実！！, Chō Kodai Ibutsu no Shinjitsu!!) - Battle 282 : Un voyage vers la mémoire (記憶への旅へ！！, Kioku e no Tabi e!!) - Battle 283 : Les six prêtres désignés (選ばれし６神官, Erabareshi Roku Shinkan) - Seto vs. un Kâ - Battle 284 : L'ombre du maléfice (邪悪なる影, Jākunaru Kage) - Battle 285 : Bakura, le roi des voleurs !! (盗賊王バクラ！！, Tōzoku-Ō Bakura!!) - Seto vs. Bakura - Battle 286 : Diabound Vs Garles Dragon !! (精霊獣VS魔物！！, Seirei-jū Tai Mamono!!) - Seto vs. Bakura - Battle 287 : L'ombre du père (父の影, Chichi no Kage) - Les Prêtres vs. Bakura |                 |               |                  |               |
| 33 | 1er mai 2003    | 4-08-873419-X | 4 février 2005   | 2-87129-713-4 |
| Titre du volume : Un duel dans le passé !!Liste des chapitres : - Battle 288 : Au nom de Dieu (神の名のもとに, Kami no Na no Moto ni) - Les Prêtres vs. Bakura - Battle 289 : La punition ultime !! (至高の鉄槌！！, Shikō no Tettsui!!) - Les Prêtres vs. Bakura - Battle 290 : À la poursuite du nom du pharaon !! (王の名を探し！！, Ō no Na wo Sagashi!!) - Battle 291 : Un duel dans le passé !! (古の決闘！！, Inishie no Kettō!!) - Seto, Akunadin et Shada vs. Karim, Aisis et Mahad / Le Pharaon vs. Seto - Battle 292 : Le combat des magiciens !! (魔術師の闘い！！, Majutsu-shi no Tatakai!!) - Mahad vs. Bakura - Battle 293 : La noirceur du secret !! (黒き奥義！！, Kuroki Ōgi!!) - Mahad vs. Bakura - Battle 294 : Ouvre cette porte invisible !! (見えない扉を開けよ！！, Mienai Tobira wo Akeyo!!) - Battle 295 : Les larmes qui coulent dans le nil (ナイルに流る涙, Nairu ni Nagareru Namida) - Battle 296 : La chasse au Kâ (démon) (魔物狩り！！ Mamono Kari!!) |                 |               |                  |               |
| 34 | 4 août 2003     | 4-08-873492-0 | 1er avril 2005   | 2-87129-766-5 |
| Titre du volume : Celui qui domine les ténébres !!Liste des chapitres : - Battle 297 : Bakura, le survivant !! (盗賊王生還！！, Tōzoku-Ō Seikan!!) - Battle 298 : L'Attaque nocturne du sanctuaire !! (神殿夜襲！！, Shinden Yashū!!) - Bakura vs. Akunadin - Battle 299 : La royauté contre-attaque !! (迎撃の王宮！！, Geigeki no Ōkyū!!) - Bakura vs. Akunadin / Le Pharaon vs. Bakura - Battle 300 : Osiris vs. Diabound (天空竜VS精霊獣, Tenkū Ryū Tai Seirei-jū) - Le Pharaon vs. Bakura - Battle 301 : La foudre du ciel vs. les ténébres des cieux !! (天の雷VS天の闇！！, Ten no Ikazuchi Tai Yen no Yami!!) - Le Pharaon vs. Bakura - Battle 302 : Une attaque-surprise d'une grande ampleur !! (奇襲！！強襲！！, Kishū!! Kyōshū!!) - Le Pharaon vs. Bakura / Les Prêtres vs. Bakura - Battle 303 : Une force qui perce les ténébres !! (闇を切り裂く力！！, Yami wo Kirisaku Chikara!!) - Le Pharaon vs. Bakura / Les Prêtres vs. Bakura - Battle 304 : L'arrivée du Dieu Soleil Râ !! (太陽神降臨！！, Taiyō Shin Kōrin!!) - Le Pharaon vs. Bakura - Battle 305 : Celui qui domine les ténébres !! (闇の支配者！！, Yami no Shihaisha!!) - Le Pharaon vs. Bakura / Nécrophédius vs. Le Pharaon |                 |               |                  |               |
| 35 | 4 novembre 2003 | 4-08-873522-6 | 3 juin 2005      | 2-87129-787-8 |
| Titre du volume : Le Village des Morts !!Liste des chapitres : - Battle 306 : Le temps inversé !! (戻された時間！！, Modosa reta Jikan!!) - Nécrophédius vs. Le Pharaon / Bakura vs. Le Pharaon / Bakura Ryo vs. Yûgi - Battle 307 : La visite des ténébres !! (訪れた闇！！, Otozureta Yami!!) - Bakura vs. Le Pharaon / Bakura Ryo vs. Jôno-Uchi - Battle 308 : La naissance de l'objet millénaire !! (千年宝物の誕生！！, Sennen Takaramono no Tanjō!!) - Nécrophédius vs. Akunadin - Battle 309 : Les ondulations des ténébres (闇の波紋, Yami no Hamon) - Akunadin vs. Seto / Kisara vs. Les Prisonniers - Battle 310 : Le réveil du Dragon Blanc (白き龍の目覚め！！, Shiroki Ryū no Mezame!!) - Akunadin vs. Seto / Kisara vs. Les Prisonniers / Seto vs. Les Prisonniers - Battle 311 : Le grand pouvoir du Dragon Blanc (白き龍の器, Shiroki Ryū no Utsuwa) - Akunadin vs. Seto / Kisara vs. Les Prisonniers - Battle 312 : Le Pharaon retrouvé !! (ファラオ発見！！, Farao Hakken!!) - Akunadin vs. Seto / Le Pharaon vs. Bakura - Battle 313 : Le village des âmes mortes !! (死霊の村！！, Shiryō no Mura!!) - Le Pharaon vs. Bakura - Battle 314 : L'incroyable monstre de l'esprit !! (VS精霊超獣ッ！！, Bāsasu Seirei Chōjūtsu!!) - Le Pharaon vs. Bakura |                 |               |                  |               |
| 36 | 4 février 2004  | 4-08-873560-9 | 26 août 2005     | 2-87129-807-6 |
| Titre du volume : L'arrivée du grand démon !!Liste des chapitres : - Battle 315 : Le camouflage des ténébres !! (闇の迷彩！！, Yami no Meisai!!) - Le Pharaon vs. Bakura / Shada vs. Bakura - Battle 316 : Un bouclier de rancune !! (怨念の盾！！, Onnen no Tate!!) - Le Pharaon vs. Bakura - Battle 317 : Les Prêtres vs. Diabound !! (神官団VS精霊超獣！！, Shinkan-dan Tai Seirei Chōjū!!) - Le Pharaon vs. Bakura / Les Prêtres vs. Bakura - Battle 318 : L'union vaincra !! (結束よ貫け！！, Kessoku yo Tsuranuke!!) - Le Pharaon vs. Bakura / Les Prêtres vs. Bakura - Battle 319 : Un "pion" dans le monde de la mémoire !! (記憶世界の「駒」！！, Kioku Sekai no "Koma"!!) - Le Pharaon vs. Bakura / Akunadin vs. Le Pharaon et Les Prêtres / Le Pharaon vs. Bakura Ryo - Battle 320 : L'Ultime Dark R.P.G. !! (究極！！闇・R・P・G！！, Kyūkyoku!! Yami Āru Pī Jī!!) - Le Pharaon vs. Bakura Ryo - Battle 321 : L'arrivée du grand démon !! (大邪神降臨！！, Dai Jashin Kōrin!!) - Le Pharaon vs. Bakura Ryo - Battle 322 : Le mythique Non Player Character !! (幻のNPC！！, Maboroshi no Enu Pī Shī!!) - Le Pharaon, Les Prêtres et Hassan vs. Nécrophédius et Zork - Battle 323 : L'exploration de la tombe royale !! (王墓探究！！, Ō Bo Tankyū!!) - Hassan vs. Zork / Le Pharaon vs. Bakura Ryo |                 |               |                  |               |
| 37 | 30 avril 2004   | 4-08-873592-7 | 7 octobre 2005   | 2-87129-825-4 |
| Titre du volume : Au nom du roi !!Liste des chapitres : - Battle 324 : Un duel dans le sanctuaire !! (聖墓の決闘！！, Hijiri Haka no Kettō!!) - Hassan vs. Zork / Le Pharaon vs. Nécrophédius / Yûgi vs. Bakura Ryo - Battle 325 : Le silence des duellistes !! (沈黙の決闘者！！, Chinmoku no Kettō-sha!!) - Yûgi vs. Bakura Ryo - Battle 326 : Les fantômes qui jonchent le tableau de jeu !! (場に満ちる死霊！！, Ba ni Michiru Shiryō!!) - Yûgi vs. Bakura Ryo - Battle 327 : Je ne capitulerai pas !! (ボクはあきらめない！！, Boku wa Akiramenai!!) - Yûgi vs. Bakura Ryo - Battle 328 : L'effondrement du monde !! (世界崩壊！！, Sekai Hōkai!!) - Le Pharaon vs. Bakura Ryo / Le Pharaon et Les Prêtres vs. Nécrophédius et Zork - Battle 329 : Jusqu'à l'épuisement de l'énergie !! (魂尽きるまで！！, Tamashī Tsukiru Made!!) - Le Pharaon et Les Prêtres vs. Nécrophédius et Zork / Seto vs. Nécrophédius - Battle 330 : La divinité qui protège la légende !! (伝説の守護神！！, Densetsu no Shugoshin!!) - Seto vs. Nécrophédius / Simon vs. Zork - Battle 331 : La lumière qui enflamme l'âme !! (魂の灯す光！！, Tamashī no Tomosu Hikari!!) - Simon vs. Zork / Le Pharaon vs. Zork - Battle 332 : La tablette de pierre de ce bas-monde !! (現世の石版！！, Gense no Sekiban!!) - Yûgi et Jonô-Uchi vs. Zork / Hassan vs. Zork - Battle 333 : Au nom du roi !! (王の名のもとに！！, Ō no Na no Moto ni!!) - Atem vs. Zork / Holakti vs. Zork |                 |               |                  |               |
| 38 | 4 juin 2004     | 4-08-873626-5 | 2 décembre 2005  | 2-87129-844-0 |
| Titre du volume : Le roi Yûgi !!Liste des chapitres : - Battle 334 : Le survivant !! (生き残りし者！！, Ikinokori Shisha!!) - Holakti vs. Zork / Nécrophédius vs. Seto - Battle 335 : Le Dragon Blanc !! Le Magicien Noir !! (白き龍！！黒き魔術師！！, Shiroki Ryū!! Kuroki Majutsu-shi!!) - Atem vs. Nécrophédius / Kisara vs. Nécrophédius - Battle 336 : L'héritier de la lumière !! (光を継ぐ者, Hikari wo Tsugu Mono) - Kisara vs. Nécrophédius - Battle 337 : En franchissant le Nil !! (ナイルを越えて！！, Nairu wo Koete!!) - Battle 338 : La règle du combat !! (闘いの儀！！, Tatakai no Gi!!) - Yûgi vs. Atem - Battle 339 : Yûgi vs. le roi Atem !! (遊戯VS王！！, Yūgi Tai Ō!!) - Yûgi vs. Atem - Battle 340 : Un sentiment fort !! (強い気持ち！！, Tsuyoi Kimochi!!) - Yûgi vs. Atem - Battle 341 : Les redoutables compagnons !! (VS最強の仲間！！, VS Saikyō no Nakama!!) - Yûgi vs. Atem - Battle 342 : L'ultime pari !! (最後の賭け！！, Saigo no Kake!!) - Yûgi vs. Atem - Battle 343 : Le roi Yûgi !! (遊戯 王, Yūgi-Ō) - Yûgi vs. Atem |                 |               |                  |               |

### Shueisha BOOKS
1. 1 2  Tome 1
2. 1 2  Tome 2
3. 1 2  Tome 3
4. 1 2  Tome 4
5. 1 2  Tome 5
6. 1 2  Tome 6
7. 1 2  Tome 7
8. 1 2  Tome 8
9. 1 2  Tome 9
10. 1 2  Tome 10
11. 1 2  Tome 11
12. 1 2  Tome 12
13. 1 2  Tome 13
14. 1 2  Tome 14
15. 1 2  Tome 15
16. 1 2  Tome 16
17. 1 2  Tome 17
18. 1 2  Tome 18
19. 1 2  Tome 19
20. 1 2  Tome 20
21. 1 2  Tome 21
22. 1 2  Tome 22
23. 1 2  Tome 23
24. 1 2  Tome 24
25. 1 2  Tome 25
26. 1 2  Tome 26
27. 1 2  Tome 27
28. 1 2  Tome 28
29. 1 2  Tome 29
30. 1 2  Tome 30
31. 1 2  Tome 31
32. 1 2  Tome 32
33. 1 2  Tome 33
34. 1 2  Tome 34
35. 1 2  Tome 35
36. 1 2  Tome 36
37. 1 2  Tome 37
38. 1 2  Tome 38

### Kana
1. 1 2  Tome 1
2. 1 2  Tome 2
3. 1 2  Tome 3
4. 1 2  Tome 4
5. 1 2  Tome 5
6. 1 2  Tome 6
7. 1 2  Tome 7
8. 1 2  Tome 8
9. 1 2  Tome 9
10. 1 2  Tome 10
11. 1 2  Tome 11
12. 1 2  Tome 12
13. 1 2  Tome 13
14. 1 2  Tome 14
15. 1 2  Tome 15
16. 1 2  Tome 16
17. 1 2  Tome 17
18. 1 2  Tome 18
19. 1 2  Tome 19
20. 1 2  Tome 20
21. 1 2  Tome 21
22. 1 2  Tome 22
23. 1 2  Tome 23
24. 1 2  Tome 24
25. 1 2  Tome 25
26. 1 2  Tome 26
27. 1 2  Tome 27
28. 1 2  Tome 28
29. 1 2  Tome 29
30. 1 2  Tome 30
31. 1 2  Tome 31
32. 1 2  Tome 32
33. 1 2  Tome 33
34. 1 2  Tome 34
35. 1 2  Tome 35
36. 1 2  Tome 36
37. 1 2  Tome 37
38. 1 2  Tome 38